# Indals landskommun
Indals landskommun var en tidigare kommun i Västernorrlands län. Centralort var Indal.

## Administrativ historik
Indals landskommun (från början Indahls landskommun) inrättades den 1 januari 1863 i Indals socken  i Medelpad när 1862 års kommunalförordningar trädde i kraft. 
Kommunen upphörde vid kommunreformen 1952, då den uppgick i Indals-Lidens landskommun. Sedan 1974 tillhör området Sundsvalls kommun.

## Kommunvapen
Indals landskommun förde inte något vapen.

## Politik

### Mandatfördelning i valen 1938-1946
| 13 | 6 | 3 | 3 |

| 24 |

| 4 | 12 | 8 |  |

| 25 |

| 11 | 10 | 3 |  |

| 24 |

### Fotnoter
1. ↑  Per Andersson: Sveriges kommunindelning 1863-1993, Draking, Mjölby 1993, ISBN 91-87784-05-X, s. 91